# Cicurina eburnata
Cicurina eburnata là một loài nhện trong họ Dictynidae.
Loài này thuộc chi Cicurina. Cicurina eburnata được Jia-Fu Wang miêu tả năm 1994.